# Ambronay
Ambronay è un comune francese situato nel dipartimento dell'Ain della regione Alvernia-Rodano-Alpi.

## Storia
Il paese era, in età medievale, sede di un'importante abbazia benedettina di cui faceva parte una chiesa gotica costruita fra il XIII ed il XV secolo ed un chiostro del quattrocento.

## Società

### Evoluzione demografica
Abitanti censiti